# زمستان (فیلم ۲۰۰۲)
«زمستان» (ایتالیایی: L'inverno) یک فیلم است که در سال ۲۰۰۲ منتشر شد. از بازیگران آن می‌توان به ولری برونی تدسکی و والریا گولینو اشاره کرد.